# RAF Greenham Common

i7
i11
i13
Die frühere Royal Air Force Station Greenham Common, kurz RAF Greenham Common, war ein Militärflugplatz der britischen Royal Air Force östlich des Örtchens Greenham in der Grafschaft West Berkshire bzw. Berkshire, England. Sein Hauptnutzer waren die Luftstreitkräfte der Vereinigten Staaten von Amerika.

## Geschichte
Der Flugplatz wurde 1942 während des Zweiten Weltkriegs zunächst für die RAF eröffnet.
Ende 1943 wurde die Station jedoch an die Ninth Air Force der United States Army Air Forces übergeben. Erster US-Nutzer war aber zwischen September und November 1942 der Stab des 51st Troop Carrier Wing, das zur Twelfth Air Force, der nach wenigen Wochen an den Mittelmeer-Kriegsschauplatz verlegt wurde. In der Folge wurde die Basis von wechselnden US-amerikanischen Jagdgruppen und Transportgeschwadern genutzt. Während der alliierten Invasion in der Normandie lagen hier Transportflieger und am Tag vor der dem Beginn der Invasion besuchte General Eisenhower hier ein Fallschirmjäger-Regiment.
Nach Kriegsende wurde die Basis für fünf Jahre nicht mehr genutzt, dann aber als Folge des beginnenden Kalten Kriegs wieder aktiviert. Am 23. April 1951 wurde RAF Greenham Common an das Strategic Air Command (SAC) der United States Air Force übergeben. Der Flugplatz wurde in der Folgezeit komplett neu errichtet, inklusive einer jettauglichen Start- und Landebahn. Ab September 1953 war RAF Greenham Common wieder einsatzbereit. Die Basis wurde in den folgenden zehn Jahren temporär von wechselnden SAC Bomber- und Luftbetankungseinheiten aus den Vereinigten Staaten genutzt, sogenannten short-term temporary duty deployments. Die Dauer dieser Einsätze betrug bis 1958 in der Regel drei Monate und anschließend zur Reduzierung des Fluglärms nur noch drei Wochen, in denen kaum geflogen wurde. Das SAC verließ Greenham Common Ende Juni 1964.
In Folge des Austritts Frankreichs aus den militärischen Strukturen der NATO wurde der Platz 1967 erneut aktiviert und kam 1968 unter die Kontrolle der United States Air Forces in Europe (USAFE). Fliegerisch wurde der Flugplatz in der Folgezeit jedoch wenig genutzt. Der Platz diente als Ausweichplatz für die F-111 des 20th Tactical Fighter Wing in RAF Upper Heyford ab 1976.
Schon ab 1973 fand in Greenham Common alle zwei Jahre der Großflugtag "International Air Tattoo" (IAT) statt. Ab 1985 fand der Anlass jeweilen in RAF Fairford statt, ab 1993 sogar jährlich, wobei der Anlass durch die Queen 1996 geadelt wurde zum königlichen Royal International Air Tattoo (RIAT). 
In Folge des NATO-Doppelbeschlusses sollte Greenham Common ein amerikanischer Marschflugkörper-Standort werden. Hier sollten ab 1983 96 BGM-109G Gryphon stationiert werden. Das Vorhaben wurde im Juni 1980 bekannt und in Folge war die Basis Hauptschauplatz von Demonstrationen der britischen Friedensbewegung (Campaign for Nuclear Disarmament) inklusive eines Friedens-Camps. Eine vergleichbare Rolle kam in Deutschland dem schwäbischen Mutlangen zu.
Der Flugplatz an sich wurde erneut komplett umgebaut inklusive der atombombensicheren Shelter für die auf speziellen Sattelzügen montierten Marschflugkörper und ihre mobilen Feuerleitstände. Die Flugkörper der ersten Staffel trafen im November 1983 in C-5-Transportern in England ein.
In Folge des INF-Vertrages wurden die BGM-109 bis März 1991 wieder abgezogen und der Flugbetrieb eingestellt. Die Amerikaner gaben die Basis 1992 an das britische Militär zurück, das 1993 bekanntgab keine weitere Verwendung mehr für Greenham Common zu haben. Das letzte Peace Camp existierte darüber hinaus noch bis ins Jahr 2000.

## Zwischenfälle
- Am 6. Mai 1945 wurde eine Curtiss C-46D-10-CU Commando der United States Army Air Forces (USAAF) (Luftfahrzeugkennzeichen 44-77839) bei niedriger Bewölkung so tief geflogen, dass sie bei Hindhead mit einem Radarturm kollidierte. Dabei brach die rechte Tragfläche und die Maschine stürzte ab. Das Flugzeug befand sich noch etwa 50 Kilometer südöstlich des Zielflugplatzes Greenham Common. Bei diesem CFIT (Controlled flight into terrain) wurden insgesamt 31 Menschen getötet, die fünf Besatzungsmitglieder, 25 Passagiere und eine Person am Boden.[1]

## Trivia
Im September 2014 entstanden hier Szenen des Spielfilms Star Wars: Das Erwachen der Macht.